# 유나이트 더 라이트 랠리

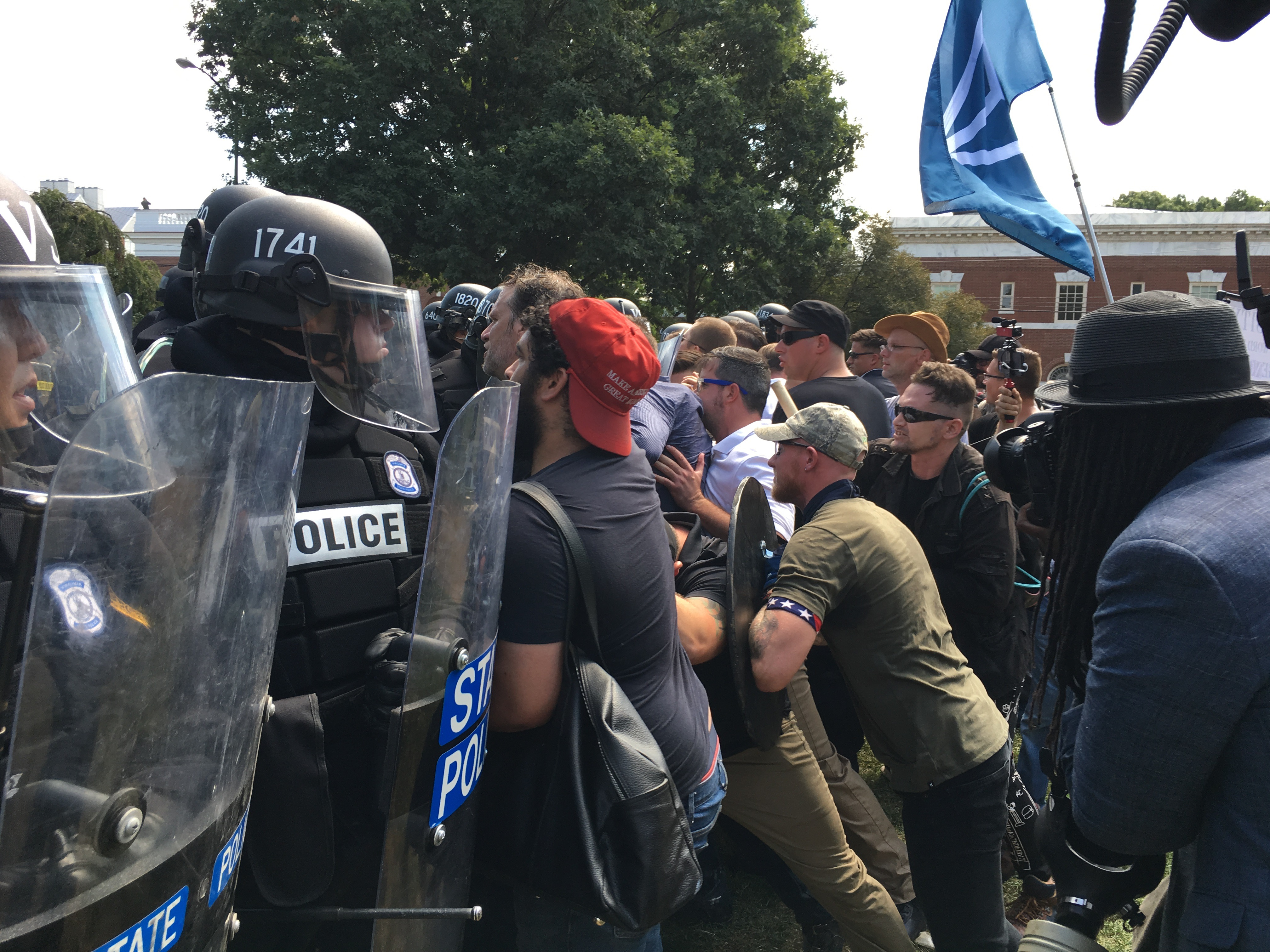

유나이트 더 라이트 랠리(영어: Unite the Right rally)는 2017년 8월 11일과 12일에 미국 버지니아주 샬러츠빌에서 개최된 극우 집회이다. 집회에 모인 사람들은 쿠 클럭스 클랜 회원들은 물론 백인우월주의자, 화이트 내셔널리스트, 신나치주의자, 대안우파주의자, 신남부주의자 등이 포함되어 있었다. 참가자들은 공공 장소에서 미국의 기념비와 기념관 특히 이맨시페이션 공원에 있는 로버트 E. 리 동상의 철거에 항의하고 있었다.
버지니아 주지사 테리 매콜피가 비상 사태 선언을 했기 때문에 예정되어 있던 집회는 공식적으로 중단되었다. 그 후, 자동차가 항의하는 사람들 사이에 충돌하여 여성 1명이 사망하고 19명이 부상했다. 또한 헬기 추락으로 경찰 2명이 사망했다.